# Dragan Britvić
Dragan Britvić (Kaštel Kambelovac, 27. veljače 1917. — 2. veljače 1942.), hrvatski pripadnik pokreta otpora u Drugome svjetskom ratu i komunist

## Životopis
Rodio se je Kambelovcu. Pohađao je splitsku Klasičnu gimnaziju. Još kao srednjoškolac prišao je revolucionarnom pokretu. Na studij je otišao u Zagreb. Studirao je na Pravnom fakultetu. Ubrzo se je pridružio i tamošnjem revolucionarnom pokretu, zbog čega ga policija stalno nadzire. Uhićen je s većim brojem revolucionara 1939. godine nakon velikih demonstracija koje je organizirala Komunistička partija. Demonstracije su bile jer je policija krajem 1939. u Splitu policija ubila brodogradilišnog radnika Vicka Buljanovića. Osuđen je na robiju. Izdržavao ju je u kaznionici u Lepoglavi od kraja 1940. godine.
Kad je Jugoslavija kapitulirala, dao se na sakupljanje i skrivanje oružja. Zatim je sudjelovao u najpoznatijoj ratnoj saboterskoj akciji u Kaštelima. Kaštelani su u noći 3. na 4. kolovoza 1941. godine porušili željezničku prugu u između Kaštel Lukšića i Kaštel Kambelovca. Prugom je poslije kretao se neprijateljski vlak koji se je prevrnuo na mjestu srušene pruge. Sljedeće zime vodio je napad na Talijane. 31. siječnja 1942. godine aktivisti NOP-a napali su talijansku ophodnju na željezničkoj pruzi u Kambelovcu. Tog mjeseca je postao zapovjednikom obnovljenog Kaštelanskog partizanskog odreda. Krećući se ka Svilaji postrojba se sukobila s ustaškim i oružničkim snagama Lećevice. U borbi je teško ranjen i zarobljen. Zarobljenog su Britvića mučili, no ništa nije odao. Umro je 2. veljače 1942. godine.